# Millerieae
A Millerieae a virágos növények közé sorolt őszirózsaformák egyik nemzetségcsoportja.

## Rendszertani felosztásuk
A nemzetségcsoportot 7 al-nemzetségcsoportra bontják.
- Desmanthodiinae egyetlen nemzetséggel:
  - Desmanthodium

- Dyscritothamninae öt nemzetséggel:
  - Bebbia
  - Cymophora
  - Dyscritothamnus
  - Tetragonotheca
  - Tridax

- Espeletiinae kilenc nemzetséggel: 
  - Carramboa
  - Coespeletia
  - frailejón (Espeletia)
  - Espeletiopsis
  - Libanothamnus
  - Paramiflos
  - Ruilopezia
  - Tamananthus
  - Tamania

- Galinsoginae tíz nemzetséggel:
  - Alepidocline
  - Alloispermum
  - Aphanactis
  - Cuchumatanea
  - Faxonia
  - Galinsoga
  - Oteiza
  - Sabazia
  - Schistocarpha
  - Selloa

- Guardiolinae egyetlen nemzetséggel:
  - Guardiola

- Jaegeriinae egyetlen nemzetséggel:
  - Jaegeria

- Melampodiinae három nemzetséggel:
  - Acanthospermum
  - Lecocarpus
  - Melampodium

- Milleriinae 12 nemzetséggel:
  - Axiniphyllum
  - Guizotia
  - Ichthyothere
  - Micractis
  - Milleria
  - Rumfordia
  - Sigesbeckia
  - Smallanthus
  - Stachycephalum
  - Trigonospermum
  - Unxia
  - Zandera